# Ben Alexander (acteur)
Pour les articles homonymes, voir Ben Alexander et Alexander.
Ben Alexander est un acteur américain né le 26 mai 1911 et mort le 5 juillet 1969.
Il a joué beaucoup enfant.

## Filmographie
- 1916 : Chaque perle, une larme (Each Pearl a Tear) de George Melford
- 1917 : La Petite Américaine (The Little American), de Cecil B. DeMille et Joseph Levering : Bobby Moore
- 1918 : Little Orphant Annie de Colin Campbell : Orphan
- 1918 : The One Woman de Reginald Barker : Boy
- 1918 : Cœurs du monde (Hearts of the World), de D. W. Griffith : Le plus petit frère du garçon
- 1918 : The Lady of the Dugout de W. S. Van Dyke : Le fils de la dame
- 1918 : The Heart of Rachael d'Howard C. Hickman : Jim
- 1919 : Le Tournant (The Turn in the Road), de King Vidor : Bob
- 1919 : La Bruyère blanche (The White Heather), de Maurice Tourneur : Donald Cameron
- 1919 : Josselyn's Wife (en) de Howard C. Hickman : Tommy Josselyn
- 1919 : The Hushed Hour d'Edmund Mortimer : Gondy
- 1919 : The Mayor of Filbert de Christy Cabanne : Carroll
- 1919 : Tangled Threads d'Howard C. Hickman : 'Sonny Boy' Wayne
- 1919 : The Better Wife, de William P. S. Earle : Petit Dick
- 1920 : The triflers (en) de Christy Cabanne : Rupert Holbrook
- 1920 : L'Honneur de la famille (The Family Honor), de King Vidor : Petit Ben Tucker
- 1920 : The Notorious Mrs. Sands de Christy Cabanne : Enfant
- 1920 : Through Eyes of Men de Charles A. Taylor : Petit Billy
- 1920 : Blue Streak McCoy de William Reeves Easton
- 1921 : The Heart Line de Frederick A. Thomson : L'enfant
- 1922 : In the Name of the Law (en) d'Emory Johnson : Harry O'Hara (à 9 ans) (prologue)
- 1923 : Penrod and Sam (en) de William Beaudine : Penrod Schofield
- 1923 : The Yankee Spirit de Norman Taurog
- 1923 : Les Deux gosses (Jealous Husbands), de Maurice Tourneur : Bobbie (appelé plus tard Spud)
- 1923 : Boy of Mine (en) de William Beaudine : Bill Latimer
- 1924 : Barnum Junior d'Arvid E. Gillstrom
- 1924 : Junior Partner d'Arvid E. Gillstrom
- 1924 : A Self-Made Failure (en) de William Beaudine : Sonny
- 1924 : Dirty Hands de Fred Hibbard
- 1925 : Flaming Love de Victor Schertzinger : Benny Keene
- 1925 : Pampered Youth de David Smith : George Minafer enfant
- 1925 : Wildcat Willie d'Arvid E. Gillstrom
- 1925 : The Shining Adventure (it) d'Hugo Ballin: Benny
- 1926 : The Highbinders de George Terwilliger : Roy Marshall
- 1926 : Scotty of the Scouts (pt) de Duke Worne : Scotty Smith
- 1927 : Fighting for Fame (pt)de Duke Worne : Danny Ryan
- 1929 : The Lunkhead de Mack Sennett et Earle Rodney
- 1930 : À l'Ouest rien de nouveau (All Quiet on the Western Front), de Lewis Milestone : Franz Kemmerich
- 1931 : Mystery Ship
- 1931 : A Wise Child
- 1931 : Many a Slip : Ted Coster
- 1931 : It's a Wise Child de Robert Z. Leonard : Bill
- 1931 : Are These Our Children? (en) de Wesley Ruggles : Nicholas 'Nick' Crosby
- 1931 : Suicide Fleet (en) d'Albert S. Rogell : 'Kid', Lookout
- 1932 : High Pressure de Mervyn LeRoy : Geoffrey Weston
- 1932 : The Wet Parade de Victor Fleming : Evelyn's Friend
- 1932 : L'Étrange Passion de Molly Louvain (The Strange Love of Molly Louvain) de Michael Curtiz : Le camarade de classe de Jimmy
- 1932 : Tom Brown of Culver de William Wyler : Ralph
- 1932 : The Vanishing Frontier de Phil Rosen : Lucien Winfield
- 1933 : Alias the Professor de James W. Horne
- 1933 : Mister Mugg (en) de James W. Horne
- 1933 : Roadhouse Queen de Leslie Pearce
- 1933 : Daddy Knows Best de Leslie Pearce
- 1933 : Virginité (What Price Innocence?) de Willard Mack : Tommy Harrow
- 1933 : La Loi de Lynch (This Day and Age) de Cecil B. DeMille : Morry Dover
- 1933 : Danseuse étoile (Stage Mother) de Charles Brabin : Francis Nolan
- 1934 : Once to Every Woman (en) de Lambert Hillyer : Joe
- 1934 : The Most Precious Thing in Life de Lambert Hillyer : Gubby Gerhart
- 1934 : Le Calvaire de Flora Winters (The Life of Vergie Winters) d'Alfred Santell : Barry Preston
- 1934 : Flirtation de Leo Birinski
- 1935 : Grande Dame de John S. Robertson : Tom Miller
- 1935 : Born to Gamble (en) de Phil Rosen : Paul Mathews
- 1935 : Reckless Roads de Burt P. Lynwood : Wade Adams
- 1935 : Annapolis Farewell : Adams
- 1935 : Splendor d'Elliott Nugent : Petit rôle
- 1935 : The Fire Trap (en) de Burt P. Lynwood : Bob Fender
- 1936 : Hearts in Bondage (en) de Lew Ayres : Eggleston
- 1936 : Red Lights Ahead (en) de Roland D. Reed : George Wallace
- 1937 : L'Entreprenant Monsieur Petrov (Shall We Dance), de Mark Sandrich: Evans, le chef d'orchestre
- 1937 : The Legion of Missing Men (en) de Hamilton MacFadden : Don Carter
- 1937 : The Outer Gate (en) de Raymond Joseph Cannon (en) : Bob Terry
- 1937 : Western Gold d'Howard Bretherton : Bart
- 1937 : The Life of the Party (en) de William A. Seiter : Chef d'orchestre
- 1938 : The Spy Ring de Joseph H. Lewis : Capt. Don Mayhew
- 1938 : Russian Dressing de Jean Yarbrough : Band Leader Bill Farraday
- 1938 : Mr. Doodle Kicks Off (en) de Leslie Goodwins : Larry Weldon
- 1939 : Convict's Code (en) de Lambert Hillyer : Jeff Palmer
- 1939 : Buried Alive de Victor Halperin : Riley
- 1940 : The Leather Pushers de John Rawlins : Dan Brown, Annonceur
- 1943 : Criminals Within (en) Joseph H. Lewis : Sgt. Paul, le traître
- 1954 : La police est sur les dents (en) (Dragnet) de Jack Webb : Officier Frank Smith
- 1957 : Le Salaire du diable (Man in the Shadow) de Jack Arnold : Ab Begley
- 1957 : People (TV)